# شهرستان کیتساپ (واشینگتن)
شهرستان کیتساپ، واشینگتن (به انگلیسی: Kitsap County, Washington) یک سکونتگاه مسکونی در ایالات متحده آمریکا است که در ایالت واشینگتن واقع شده‌است.

## خصوصیات
شهرستان کیتساپ ۱٬۴۶۵٫۹۴ کیلومترمربع مساحت دارد.